# Burmesischer Bambushai
Der Burmesische Bambushai (Chiloscyllium burmensis) ist ein Hai aus der Familie der Bambushaie (Hemiscylliidae). Wissenschaftlich ist diese Art bislang nur aufgrund eines einzigen männlichen Tieres bekannt.

## Merkmale
Das bislang einzige bekannte Individuum der Burmesischen Bambushaie ist ein 57 Zentimeter langes Männchen. Der Körper und Schwanz ist wie bei anderen Arten der Gattung schlank, er besitzt keine Leisten an den Körperseiten. Der Körper ist ungezeichnet und die Flossen weisen ein dunkles Netzmuster auf, die Färbung der Jungtiere ist unbekannt.
Das Maul liegt wie bei den anderen Arten der Gattung deutlich vor den für die Gattung sehr kleinen Augen. Sowohl die beiden Rückenflossen wie auch die Afterflosse setzen sehr weit hinten am Körper an. Die erste Rückenflosse setzt dabei oberhalb der Bauchflossen oder direkt hinter diesen an und der Beginn der Afterflosse liegt weit hinter dem Ende der zweiten Rückenflosse. Der Hinterrand der Rückenflossen ist gerade bis leicht konvex.

## Verbreitung und Lebensraum
Das bislang einzige bekannte Individuum wurde im nordöstlichen Indischen Ozean vor der Küste Burmas gefangen. Der Lebensraum der Art ist unbekannt, es wird angenommen, dass die Art küstennah beispielsweise im Flussdelta des Irrawaddy lebt.

## Lebensweise
Über die Lebensweise des Burmesischen Bambushais liegen keine Daten vor. Er ist wahrscheinlich wie alle anderen Arten der Gattung eierlegend (ovipar) und ernährt sich wie diese vor allem von kleinen, wirbellosen Tieren des Meeresbodens. 

## Verhältnis zum Menschen
Die International Union for Conservation of Nature (IUCN) führt die Art entsprechend der veröffentlichten  Untersuchungsergebnisse mit dem Status gefährdet (Vulnerable) in der Roten Liste gefährdeter Arten.

## Belege
1. ↑  Chiloscyllium burmensis in der Roten Liste gefährdeter Arten der IUCN 2020. Eingestellt von: VanderWright, W.J., Bineesh, K.K., Haque, A.B., Maung, A. & Derrick, D., 2020. Abgerufen am 17. Januar 2023.